# Мартинівка (Березівський район)
Марти́нівка — село Стрюківської сільської громади Березівського району Одеської області в Україні. Населення становить 48 осіб.

## Населення
Згідно з переписом УРСР 1989 року чисельність наявного населення села становила 80 осіб, з яких 36 чоловіків та 44 жінки.
За переписом населення України 2001 року в селі мешкало 48 осіб.

### Мова
Розподіл населення за рідною мовою за даними перепису 2001 року:
| Мова       | Відсоток |
| ---------- | -------- |
| українська | 95,83 %  |
| молдовська | 4,17 %   |